# Elektropop
Elektropop (ali elektronski pop) je glasbeni žanr, ki združuje elektronsko glasbo in pop glasbo z razširjeno uporabo sintesajzerjev in raznih elektronskih in pop glasbenih inštrumentov. Priljubljen je bil v 1980-ih letih, njegova popularnost pa ni do 2010-ih let nikoli izginila.
Pojem se je v 1980-ih letih v angleško govorečih državah uporabljal za opis synthpop glasbe s poudarjenim elektronskim in značilnim pop zvokom.